# Jo Inge Berget
Jo Inge Berget (* 11. September 1990 in Oslo) ist ein norwegischer Fußballspieler. 
Er galt einst neben Marcus Pedersen als das größte Offensivtalent seines Landes.

## Vereinskarriere
Berget begann seine Karriere in der Jugendabteilung des Multisportvereins Gran IL aus der Provinz Oppland, ehe er als das größte regionale Talent in die Jugend von Lyn Oslo wechselte. 
Nach nur knapp einem Jahr als Jugendspieler fand er daraufhin die Aufnahme in den Profikader des Vereins und debütierte am 11. September 2007, kurz vor seinem siebzehnten Geburtstag, im Spiel gegen Tromsø IL in der Tippeligaen. Es folgten zwei weitere Spiele 2007 und ebenso viele in der Spielzeit 2008, ehe er unter der Saison im Doppelpack mit Teamkollege Ighalo Odion vom italienischen Erstlisiten Udinese Calcio verpflichtet wurde.
Nach über einem halben Jahr in der Primavera von Udinese wurde er zur Spielzeit 2009 zwecks Spielpraxis wieder an Lyn zurückverliehen, wo er seinen Durchbruch im Profifußball feiern konnte. Im Verein war es aufgrund großer finanzieller Schwierigkeiten zu einem Ausverkauf der Leistungsträger, darunter Ståle Stensaas, Espen Hoff, Magnus Powell oder Eddie Gustafsson, gekommen. Lyn war in Folge mit einem zusammengewürfelten Kader aus günstigen, zuvor bei anderen Vereinen gescheiterten Spielern und Talenten nicht konkurrenzfähig und stieg als Tabellenletzter, nach acht Jahren Erstligazugehörigkeit, in die Adeccoligaen ab. Berget stellte sich als einer der wenigen Gewinner der Spielzeit heraus, war mit 18 Jahren Stammspieler und bestätigte seinen Ruf als großes Offensivtalent. 
Lyn bemühte sich um eine Weiterverpflichtung des Spielers für die kommende Zweitligasaison, was Udinese aufgrund des regen Interesses mehrerer norwegischer Erstligisten kategorisch ausschloss. Zur Spielzeit 2010 verlieh man ihn daraufhin an den Traditionsverein Strømsgodset IF.
Bei „Godset“ bildete er in Folge mit dem fast gleichaltrigen und ebenfalls hochgehandelten Marcus Pedersen ein kongeniales Offensivduo, welches die Anfangsphase der Spielzeit bestimmte. Gemeinsam zeichneten sie in den ersten zehn Runden der Spielzeit für neun Tore und sechs Torvorlagen verantwortlich und hielten den zuvor eher als Abstiegskandidaten gehandelten Verein im Topfeld der Liga. 
Nach der starken Anfangsphase musste er zu Mitte der Spielzeit über vier Monate verletzungsbedingt pausieren und verlor zudem mit dem Verkauf von Pedersen an Vitesse Arnheim seinen etatmäßigen Sturmpartner. Godset hatte sich in der Zwischenzeit aus dem Titelkampf verabschiedet und belegte einen gesicherten Platz im vorderen Mittelfeld der Liga. Am 14. November 2010 feierte er mit einem 2:0-Sieg über Follo Fotball im norwegischen Cup-Finale seinen ersten Titelgewinn auf Profiebene. Aufgrund seiner guten Entwicklung verlängerte Udinese daraufhin den Leihvertrag mit Strømsgodset um ein weiteres Jahr. Zuvor hatten auch Molde FK und Rosenborg Trondheim Interesse an einer Verpflichtung gezeigt.
Für die Saison 2014/15 wurde er bis Januar an Celtic Glasgow verliehen. Für die Bhoys absolvierte Berget in dem halben Jahr insgesamt vier Ligaspiele. Nachdem die Leihe beendet war, löste Cardiff City den Kontrakt mit ihm vorzeitig auf. Mit Malmö FF aus Schweden fand Berget einen neuen ambitionierten Verein. Hier konnte er 2016 und 2017 jeweils den Meistertitel feiern.
Auf den Tag genau zwei Jahre später wechselte er am 19. Januar 2018 ablösefrei zum New York City FC in die Major League Soccer.

## Nationalmannschaft
Berget spielte bisher für die Norwegische U-16, U-17, U-18 und U-19 Auswahl. 2009 wurde er im Alter von 18 Jahren in die U-21 Nationalmannschaft vorgezogen.

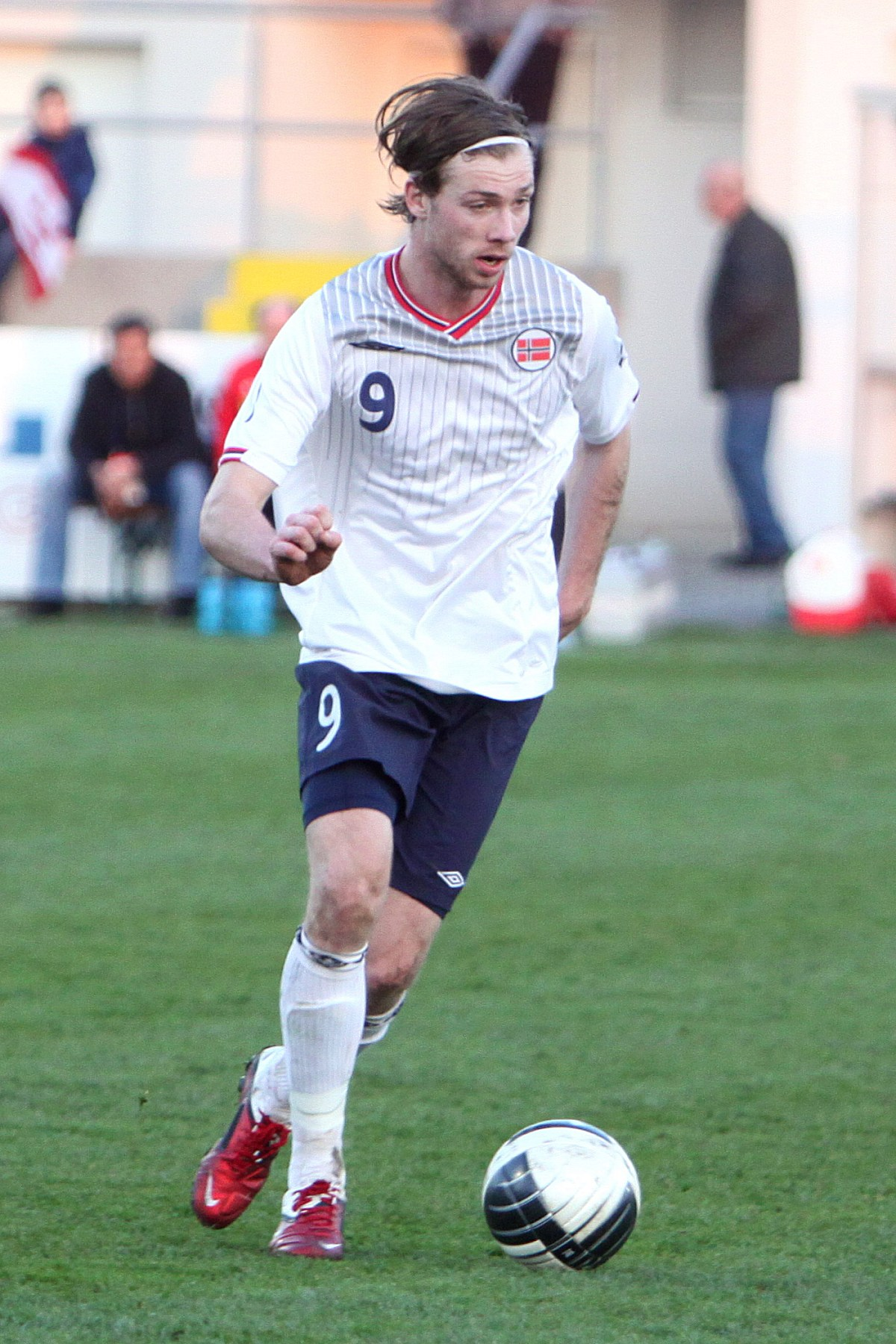
Berget im Trikot der norwegischen U-21 Nationalmannschaft

Sein erstes Länderspieltor gelang ihm im Freundschaftsspiel der U-18-Mannschaft gegen die USA.
Seit 2012 spielt er für die norwegische A-Nationalmannschaft. 

## Erfolge
- Norwegischer Pokalsieger: 2010, 2013
- Norwegischer Meister: 2011, 2012
- Schottischer Meister: 2015
- Schwedischer Meister: 2016, 2017, 2020, 2021
- Schwedischer Pokalsieger: 2022